# Ja'akov Talmon
Ja'akov Lejb Talmon (hebrejsky יעקב טלמון, v angličtině též Jacob Talmon; 14. června 1916 – 16. června 1980) byl profesor moderních dějin na Hebrejské univerzitě v Jeruzalémě. Díky antimarxismu, který prostupuje jeho dílem, se řadí mezi tzv. liberály Studené války. Studoval genealogii totalitarismu a zastával názor, že politický mesianismus vychází z Francouzské revoluce, a též zdůrazňoval podobnosti mezi jakobínstvím a stalinismem. Je autorem pojmů totalitní demokracie a politické mesiášství.

## Biografie
Narodil se v Rypinu v Polsku do ortodoxní židovské rodiny. V roce 1934 odcestoval do britské mandátní Palestiny, kde studoval na Hebrejské univerzitě v Jeruzalémě. Ve studiu pokračoval ve Francii, odkud utekl před nacistickou invazí do Londýna, kde v roce 1943 získal Ph.D. na London School of Economics. Jeho hlavními díly jsou The Origins of Totalitarian Democracy a Political Messianism: The Romantic Phase. Zastával názor, že Rousseauova pozice může být nejlépe chápána jako „totalitní demokracie,“ která je filosofií, v níž je svoboda realizována „pouze při plnění a dosažení absolutních společných cílů.“
V roce 1957 mu byla udělena Izraelská cena za společenské vědy. Ta je udílena od roku 1953 a patří mezi nejvyšší izraelská státní vyznamenání. Byl též členem Izraelské akademie věd a klasického vzdělávání.

## Výběr zdíla
- The Origins of Totalitarian Democracy, 1952
- The Nature of Jewish History-Its Universal Significance, 1957
- Political Messianism - The Romantic Phase, 1960
- The Unique and The Universal, 1965
- Romanticism and Revolt, 1967
- Israel among the Nations, 1968
- The Age of Violence, 1974
- The Myth of Nation and Vision of Revolution, The Origins of Ideological Polarization in the 20th Century, 1981 – dostupné online
- The Riddle of the Present and the Cunning of History, 2000